# Дереволаз північний
Дереволаз північний (Dendrocolaptes sanctithomae) — вид горобцеподібних птахів родини горнерових (Furnariidae). Мешкає в Мексиці, Центральній і Південній Америці.

## Підвиди
Виділяють чотири підвиди:

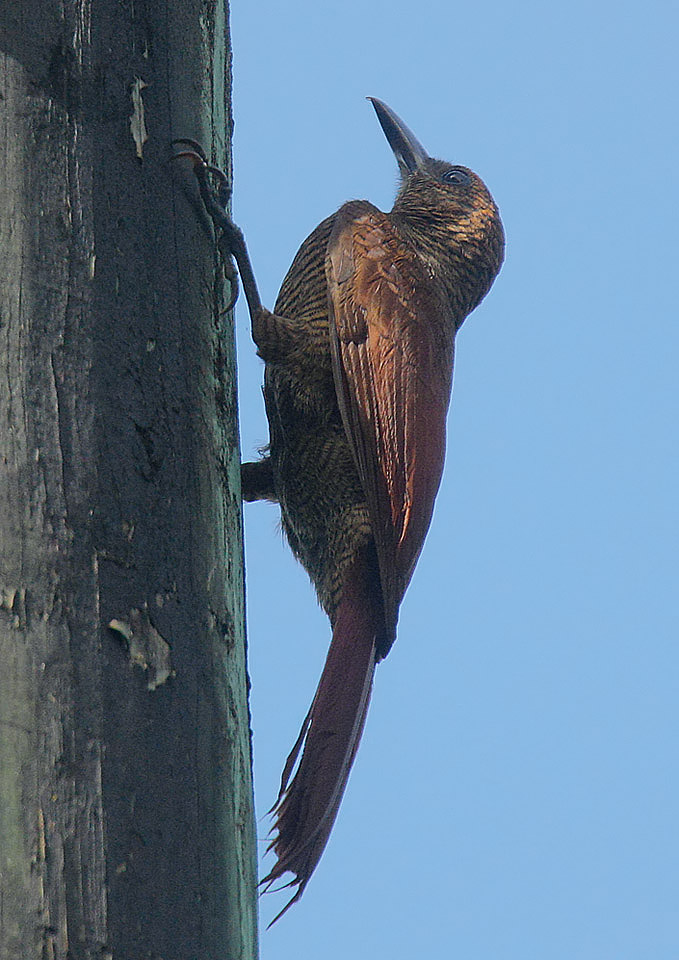
Північний дереволаз

- D. s. sheffleri Binford, 1965 — тихоокеанські схили Південної Сьєрра-Мадре на південному заході Мексики (Герреро, Оахака);
- D. s. sanctithomae (Lafresnaye, 1852) — від південної Мексики (Веракрус, Юкатан) на південь до Панами, північної і західної Колумбії та північно-західного Еквадору (на південь до Пічинчи);
- D. s. hesperius Bangs, 1907 — південно-західна Коста-Рика (зокрема на півострові Оса[en] і західна Панама;
- D. s. punctipectus Phelps & Gilliard, 1940 — північна Колумбія (долина річки Магдалена на південь до Сантандера, також в Норте-де-Сантандері) і північно-західна Венесуела (басейн Маракайбо в Сулії і північній Мериді).

Деякі дослідники виділяють підвид D. s. punctipectus у окремий вид Dendrocolaptes punctipectus.

## Поширення і екологія
Північні дереволази мешкають в Мексиці, Гватемалі, Белізі, Сальвадорі, Гондурасі, Нікарагуа, Коста-Риці, Панамі, Колумбії, Венесуелі і Еквадорі. Вони живуть в підліску вологих рівнинних і гірських тропічних лісів, в мангрових лісах і на плантаціях. Зустрічаються на висоті до 3000 м над рівнем моря, переважно на висоті до 1800 м над рівнем моря.